# 繆潤紱
繆潤紱（1851年—1939年），原名裕紱，字東霖，又作東麟，號釣寒漁人，別號太素生。隸屬漢軍正白旗，瀋陽人，清朝政治人物、進士出身，後被欽點為翰林院庶吉士。曾任戶部主事，山東臨清直隸州（今臨清縣）候補知府、知州等官職。其曾祖父是嘉慶、道光時期的“留都多少能吟客，總讓公才一著先”的盛京名士繆公恩。

## 生平
光緒十八年（1892年），参加光緒壬辰科殿試，登進士二甲55名。同年五月，改翰林院庶吉士。光緒二十年四月，散館，著以部属用。后曾任户部主事。缪氏切心时艰，期间曾参奏北洋大臣李鸿章。
戊戌变法时，缪润绂将《国闻报》转载的康有为谈话内容抄录进呈，以攻击康有为的口实；戊戌后，缪润绂被分发至山东任知县。此后先后出任日照、郓城、阳信、齐河知县，濮州、宁海知州，升临清直隶州知州，前后在任十有余年。缪氏在阳信任上，他“举所以兴学育才、保商惠民、课桑清讼、整顿保甲、筹设工艺者，罔弗以实心行实政”，又捐银数千，两于城内创建“高初两等小学堂”、在各乡里创建“朗秋公学”等乡学九所，为阳信现代教育制度的滥觞。在齐河任上，他严禁鸦片，吏行为数十年长吏之最。
辛亥革命后，缪润绂因忠于清朝而辞官归隐；1939年去世。

## 後世紀念
- 繆潤紱是瀋陽的首位翰林。其在瀋陽的故居被命名為繆翰林胡同，現稱翰林路[6]。

- 坐落於濟南的繆家花園（又稱＂亦山林＂）是繆裕紱築建的私人花園，他於辛亥革命後居住於此。園中一虎泉又名繆家泉。

## 著作
- 《瀋陽百詠》
- 《陪京雜述》
- 《含光堂詩文集》
- 《律賦準繩》
- 《謎選》
- 《題蘭稿》清繆公恩詩文，清繆潤紱書，含光閣藏板，光緒丙戍秋開雕，哈佛大學燕京圖書館藏書。
- 《雪樵遺稿（聽雨樓雪樵遺稿）五卷》 清王乃新撰，清繆裕紱選。